# Веслування на байдарках і каное на літніх Олімпійських іграх 2016 — байдарки-четвірки, 1000 метрів (чоловіки)
Змагання з веслування на байдарках-четвірках на дистанції 1000 м серед чоловіків на літніх Олімпійських іграх 2016 пройшли 19-20 серпня на озері Родріго-де-Фрейташ.

## Порядок проведення
Змагання включали кваліфікаційні запливи, півфінали та фінал.

## Розклад
Хронологія за бразильським часом (UTC−3)
| Дата                | Час        | Етап                  |
| ------------------- | ---------- | --------------------- |
| 19 серпня, п'ятниця | 9:51 10:51 | Кваліфікація Півфінал |
| 20 серпня, субота   | 10:04      | Фінал                 |

## Результати

### Попередні запливи
Найшвидші човни з кожного запливу виходять у фінал, решта - у півфінали.

#### Заплив 1
| Місце | Спортсмен                                                            | Країна           | Час      | Примітки |
| ----- | -------------------------------------------------------------------- | ---------------- | -------- | -------- |
| 1     | Макс Рендшмідт Том Лібшер Макс Гофф Маркус Гросс                     | Німеччина (GER)  | 2:52.836 | Q        |
| 2     | Деніс Мишак Ерік Влчек Юрай Тарр Тібор Лінка                         | Словаччина (SVK) | 2:55.628 |          |
| 3     | Кен Воллес Райлі Фітцсіммонс Джейкоб Клір Джордан Вуд                | Австралія (AUS)  | 2:55.666 |          |
| 4     | Фернандо Пімента Емануель Сілва Жуан Рібейро Давід Фернандеш         | Португалія (POR) | 3:01.498 |          |
| 5     | Арно Ібуа Етьєнн Юбер Себастьєн Жув Сірілл Карре                     | Франція (FRA)    | 3:02.376 |          |
| 6     | Роберто Мелер Вагнер Жуніор Соута Селсо Олівейра Жильван Рібейру     | Бразилія (BRA)   | 3:04.804 |          |
| 7     | Ілля Голендов Андрій Єргучов Сергій Токарницький Олександр Ємельянов | Казахстан (KAZ)  | 3:04.883 |          |

#### Заплив 2
| Місце | Спортсмен                                                             | Країна          | Час      | Примітки |
| ----- | --------------------------------------------------------------------- | --------------- | -------- | -------- |
| 1     | Данієл Гавел Лукаш Трефіл Йозеф Достал Ян Штерба                      | Чехія (CZE)     | 2:52.027 | Q        |
| 2     | Даніель Даль Бо Хуан Ігнасіо Касерес Гонсало Каррерас Пабло де Торрес | Аргентина (ARG) | 2:55.103 |          |
| 3     | Хавєр Ернанц Родріго Гермаде Оскар Каррера Ініго Пенья                | Іспанія (ESP)   | 2:55.514 |          |
| 4     | Кирило Ляпунов Василь Погребан Роман Аношкін Олег Жестков             | Росія (RUS)     | 2:56.662 |          |
| 5     | Тібор Хуфнагель Беньямін Цеінер Аттіла Куґлер Томаш Шоморац           | Угорщина (HUN)  | 3:00.369 |          |
| 6     | Марко Томичевич Миленко Зорич Деян Пажич Володимир Торубаров          | Сербія (SRB)    | 3:05.272 |          |
| 7     | Нікола Ріпамонті Джуліо Дрессіно Альберто Ріккетті Мауро Кренна       | Італія (ITA)    | 3:10.266 |          |

### Півфінали
По троє перших човнів з кожного півфіналу виходять у фінал 'A', решта - у фінал 'B'.

#### Півфінал 1
| Місце | Спортсмен                                                             | Країна           | Час      | Примітки |
| ----- | --------------------------------------------------------------------- | ---------------- | -------- | -------- |
| 1     | Кен Воллес Райлі Фітцсіммонс Джейкоб Клір Джордан Вуд                 | Австралія (AUS)  | 2:58.222 | FA       |
| 2     | Фернандо Пімента Емануель Сілва Жуан Рібейро Давід Фернандеш          | Португалія (POR) | 2:58.233 | FA       |
| 3     | Марко Томичевич Миленко Зорич Деян Пажич Володимир Торубаров          | Сербія (SRB)     | 2:59.636 | FA       |
| 4     | Ілля Голендов Андрій Єргучов Сергій Токарницький Олександр Ємельянов  | Казахстан (KAZ)  | 3:00.592 | FB       |
| 5     | Тібор Хуфнагель Беньямін Цеінер Аттіла Куґлер Томаш Шоморац           | Угорщина (HUN)   | 3:00.645 | FB       |
| 6     | Даніель Даль Бо Хуан Ігнасіо Касерес Гонсало Каррерас Пабло де Торрес | Аргентина (ARG)  | 3:00.952 | FB       |

#### Півфінал 2
| Місце | Спортсмен                                                        | Країна           | Час      | Примітки |
| ----- | ---------------------------------------------------------------- | ---------------- | -------- | -------- |
| 1     | Деніс Мишак Ерік Влчек Юрай Тарр Тібор Лінка                     | Словаччина (SVK) | 2:59.362 | FA       |
| 2     | Хавєр Ернанц Родріго Гермаде Оскар Каррера Ініго Пенья           | Іспанія (ESP)    | 3:00.237 | FA       |
| 3     | Арно Ібуа Етьєнн Юбер Себастьєн Жув Сірілл Карре                 | Франція (FRA)    | 3:00.896 | FA       |
| 4     | Кирило Ляпунов Василь Погребан Роман Аношкін Олег Жестков        | Росія (RUS)      | 3:01.065 | FB       |
| 5     | Нікола Ріпамонті Джуліо Дрессіно Альберто Ріккетті Мауро Кренна  | Італія (ITA)     | 3:03.868 | FB       |
| 6     | Роберто Мелер Вагнер Жуніор Соута Селсо Олівейра Жильван Рібейру | Бразилія (BRA)   | 3:09.220 | FB       |

### Фінали

#### Фінал B
| Місце | Спортсмен                                                             | Країна          | Час      | Примітки |
| ----- | --------------------------------------------------------------------- | --------------- | -------- | -------- |
| 1     | Кирило Ляпунов Василь Погребан Роман Аношкін Олег Жестков             | Росія (RUS)     | 3:06.825 |          |
| 2     | Ілля Голендов Андрій Єргучов Сергій Токарницький Олександр Ємельянов  | Казахстан (KAZ) | 3:08.715 |          |
| 3     | Тібор Хуфнагель Беньямін Цеінер Аттіла Куґлер Томаш Шоморац           | Угорщина (HUN)  | 3:10.388 |          |
| 4     | Даніель Даль Бо Хуан Ігнасіо Касерес Гонсало Каррерас Пабло де Торрес | Аргентина (ARG) | 3:12.621 |          |
| 5     | Роберто Мелер Вагнер Жуніор Соута Селсо Олівейра Жильван Рібейру      | Бразилія (BRA)  | 3:13.337 |          |
| 6     | Нікола Ріпамонті Джуліо Дрессіно Альберто Ріккетті Мауро Кренна       | Італія (ITA)    | 3:14.399 |          |

#### Фінал A
| Місце | Спортсмен                                                    | Країна           | Час      | Примітки |
| ----- | ------------------------------------------------------------ | ---------------- | -------- | -------- |
| 1     | Макс Рендшмідт Том Лібшер Макс Гофф Маркус Гросс             | Німеччина (GER)  | 3:02.143 |          |
| 2     | Деніс Мишак Ерік Влчек Юрай Тарр Тібор Лінка                 | Словаччина (SVK) | 3:05.044 |          |
| 3     | Данієл Гавел Лукаш Трефіл Йозеф Достал Ян Штерба             | Чехія (CZE)      | 3:05.176 |          |
| 4     | Кен Воллес Райлі Фітцсіммонс Джейкоб Клір Джордан Вуд        | Австралія (AUS)  | 3:06.731 |          |
| 5     | Хавєр Ернанц Родріго Гермаде Оскар Каррера Ініго Пенья       | Іспанія (ESP)    | 3:06.768 |          |
| 6     | Фернандо Пімента Емануель Сілва Joao Ribeiro Давід Фернандеш | Португалія (POR) | 3:07.482 |          |
| 7     | Арно Ібуа Etienne Hubert Себастьєн Жув Сірілл Карре          | Франція (FRA)    | 3:07.488 |          |
| 8     | Марко Томичевич Миленко Зорич Деян Пажич Володимир Торубаров | Сербія (SRB)     | 3:10.241 |          |